# Кукурузу
Кукурузу (рум. Cucuruzu) — село у повіті Джурджу в Румунії. Входить до складу комуни Ресучень.
Село розташоване на відстані 49 км на південний захід від Бухареста, 28 км на північний захід від Джурджу.

## Населення
За даними перепису населення 2002 року у селі проживали 1264 особи.
Національний склад населення села:
| Національність | Кількість осіб | Відсоток |
| -------------- | -------------- | -------- |
| румуни         | 1195           | 94,5%    |
| цигани         | 69             | 5,5%     |

Рідною мовою назвали:
| Мова      | Кількість осіб | Відсоток |
| --------- | -------------- | -------- |
| румунська | 1252           | 99,1%    |
| циганська | 12             | 0,9%     |